# 大玉 (ゲーム)
『大玉』（おおだま）は、2006年4月13日に任天堂から発売されたゲームキューブ用ソフト。ヨーロッパでは同年3月31日、アメリカでは同年4月10日に発売された。シーマン』を手がけた斎藤由多加が開発の指揮を執った。日本の任天堂のゲームキューブ用ソフトの中では、最後の店頭販売となった作品である（オンライン販売等も含めた全ソフトの中での最後の作品は『ゼルダの伝説 トワイライトプリンセス』）。また、日本のゲームキューブ用ソフトでは最後の独占ソフトでもある。

## ゲーム内容
日本の戦国時代を舞台に、「大玉」と呼ばれる巨大な兵器を駆使しながら釣り鐘を敵兵から守り、 敵陣奥深くまで兵士を導く人海戦術落城アクションゲーム（広義ではピンボールに分類される）。
「振り場」と呼ばれるフリッパーを操作して大玉を操るが、大玉は味方の兵士も吹き飛ばす諸刃の兵器であるため、コントローラーに接続する「おおだマイク」で肉声による命令で兵士を移動させる必要がある。
ゲーム内では家臣役として大滝秀治がナレーション、声による案内、プレイヤーに対する叱咤激励などを行っている。

## 開発と発売
発表時はタルコンガに対応するとされていた。
CMには山崎邦正が出演した。

## 評価
戦国時代の日本を舞台とした世界観だが、国外でも日本とほぼ同時期に発売され、北米ではIGNの賞（“Most Innovative Design for a GameCube game in 2006” 2006年に北米で発売のゲームキューブ用ソフトで最も革新的なゲームデザインの作品）を取るなど高評価を得た。